# Rue Montarville
La rue Montarville est une des principales artères de Saint-Bruno-de-Montarville sur la Rive-Sud de Montréal.
Il y a aussi une rue Montarville à Longueuil, laquelle rue est sectionnée en deux parties.

## Situation et accès
La rue Montarville débute à l'intersection de la rue des Pommiers près du boulevard Sir-Wilfrid-Laurier (route 116). Elle traverse le centre-ville de Saint-Bruno et se termine à la rue Frontenac tout juste après le rang des Vingt-Cinq.

## Origine du nom
La rue Montarville a été nommée pour commémorer la seigneurie de Montarville une ancienne division territoriale datant de l'époque de la Nouvelle-France.

## Historique
La rue a pris son nom actuel en 1953.